# István Jónyer
István Jónyer (4 agosto 1950) è un ex tennistavolista ungherese, campione del mondo individuale nel 1975.